# Ponte di Danilo
Il ponte di Danilo (in lingua montenegrina: Danilov most) è un ponte situato nel villaggio di Rijeka Crnojevića, nella municipalità montenegrina di Cettigne, situato sul fiume Crnojević.

## Storia e descrizione
Un primo ponte di legno sul fiume Crnojević venne realizzato dal principe-vescovo Pietro II Petrovic-Njegoš. Tra il 1852 ed il 1853, per volontà del principe Danilo I del Montenegro venne realizzato un nuovo ponte, fatto in pietra di calcare. Una volta terminato il manufatto venne intitolato al padre del sovrano, Stanko Petrović.
Il ponte, dotato di due arcate, ha una lunghezza complessiva di 43 m.